# Julie Monette
Pour les articles homonymes, voir Monette.
Julie Monette est une monteuse québécoise.

## Filmographie
- 1992 : Hey, Kelly!
- 1994 : Michèle Cournoyer with a Feather Tale
- 1994 : Love in the Cold: Animation at the National Film Board of Canada
- 1996 : In the Animator's Eye: A Conjurer's Tales - Co Hoedeman
- 2002 : Juggling Dreams (TV)